# Megacyllene rotundicollis
Megacyllene rotundicollis är en skalbaggsart som beskrevs av Dmytro Zajciw 1963. Megacyllene rotundicollis ingår i släktet Megacyllene och familjen långhorningar. Inga underarter finns listade i Catalogue of Life.